# 熱振動
熱振動（ねつしんどう、Thermal vibration)は、原子の振動のこと。分子や固体中の原子は運動エネルギーを持っていて、基準となる位置を中心に振動をしている。結晶格子上の原子の熱振動は特に格子振動とよばれる。
温度が高くなるほど振動の振幅は大きくなる。絶対零度であっても、不確定性原理から原子の振動は止まっていない（零点振動）。
なお、類似した言葉に熱運動(thermal motion) がある。こちらは微小な粒子がするランダムな運動で、ブラウン運動の原因ともなる。熱運動については熱の記事を参照。

## 熱振動に関する現象
- 固体中の原子の振動を理想的な調和振動子で近似し、統計力学の方法で比熱を求めたところ、実験結果とよくあった。（→デバイの比熱式）
- 原子核の熱振動が電子の電導を妨げ、電気抵抗の原因となっている。